# Eleccions a l'alcaldia de Kyoto de 2020
Les eleccions a l'alcaldia de Kyoto de 2020 (2020年京都市長選挙, 2020-nen Kyōto shichō senkyo) foren unes eleccions celebrades el diumenge 2 de febrer de 2020 a la ciutat de Kyoto, al Japó per tal de renovar el càrrec d'alcalde de la ciutat per un mandat de quatre anys.
El 14 d'octubre de 2019, el representant del Partit de Kyoto (PRK) a l'Assemblea Municipal de Kyoto, en Shōei Murayama, anuncià que abandonaria el seu escó i es presentari a les eleccions a l'alcaldia com a candidat independent. Poc després, el 17 d'octubre, l'aleshores alcalde Daisaku Kadokawa va anunciar que es presentaria a la quarta reelecció. Per acabar, el 8 de novembre, l'advocat Kazuhito Fukuyama va anunciar que es presentaria a les eleccions com a canidat independent amb el suport del Partit Comunista del Japó (PCJ) i associacions veïnals i socials.
Alguns temes claus de la campanya electoral van ser la renovació de les institucions municipals, la gestió del turisme en una ciutat com Kyoto, cada vegada més massificada i el transport públic.

## Candidats
| Candidat | Candidat          | Edat | Partit                   | Professió |
| -------- | ----------------- | ---- | ------------------------ | --------- |
|          | Daisaku Kadokawa  | 69   | Independent (PLD-KM-PDC) | Polític   |
|          | Kazuhito Fukuyama | 58   | Independent (PCJ-RS)     | Advocat   |
|          | Shōei Murayama    | 41   | Independent (PK)         | Polític   |

## Resultats

### Generals
| Candidat | Candidat          | Partit      | Percentatges | Percentatges |
| Candidat | Candidat          | Partit      | Vots         | %            |
| -------- | ----------------- | ----------- | ------------ | ------------ |
|          | Daisaku Kadokawa  | Independent | 210.640      | 45,1         |
|          | Kazuhito Fukuyama | Independent | 161.618      | 34,6         |
|          | Shōei Murayama    | Independent | 94.859       | 20,3         |

### Per districte

Imatge per districte

| Districte   | Daisaku Kadokawa PLD-KM-PDC-PSD | Daisaku Kadokawa PLD-KM-PDC-PSD | Kazuhito Fukuyama PCJ-RS | Kazuhito Fukuyama PCJ-RS | Shōei Murayama PRK | Shōei Murayama PRK | Vots totals |
| Districte   | Vots                            | %                               | Vots                     | %                        | Vots               | %                  | Vots totals |
| ----------- | ------------------------------- | ------------------------------- | ------------------------ | ------------------------ | ------------------ | ------------------ | ----------- |
| Kita        | 16.859                          | 41,9%                           | 14.994                   | 37,2%                    | 8.424              | 20,9%              | 44,36%      |
| Kamigyō     | 12.025                          | 42.3%                           | 10.635                   | 37,5%                    | 5.735              | 20,2%              | 45,59%      |
| Sakyō       | 19.159                          | 32,0%                           | 22.558                   | 37,7%                    | 18.091             | 30,2%              | 48,21%      |
| Nakagyō     | 16.184                          | 42,3%                           | 13.542                   | 35,4%                    | 8.507              | 22,3%              | 43,93%      |
| Higashiyama | 5.093                           | 41,7%                           | 4.493                    | 36,8%                    | 2.635              | 21,6%              | 41,77%      |
| Yamashina   | 21.770                          | 52,6%                           | 12.908                   | 31,2%                    | 6.699              | 16,2%              | 38,22%      |
| Shimogyō    | 11.260                          | 44,1%                           | 8.479                    | 33,2%                    | 5.799              | 22,7%              | 40,37%      |
| Minami      | 13.831                          | 49,0%                           | 9.562                    | 33,9%                    | 4.833              | 17,1%              | 35,73%      |
| Ukyō        | 29.528                          | 45,4%                           | 22.846                   | 35,1%                    | 12.675             | 19,5%              | 40,71%      |
| Nishikyō    | 23.248                          | 48,4%                           | 15.691                   | 32,6%                    | 9.121              | 19,0%              | 39,74%      |
| Fushimi     | 41.683                          | 52,1%                           | 25.910                   | 32,4%                    | 12.340             | 15,4%              | 35,90%      |
| Total       | 210.640                         | 45,1%                           | 161.618                  | 34,6%                    | 94.859             | 20,3%              | 1.159.615   |
|             | Daisaku Kadokawa PLD-KM-PDC-PSD | Daisaku Kadokawa PLD-KM-PDC-PSD | Kazuhito Fukuyama PCJ-RS | Kazuhito Fukuyama PCJ-RS | Shōei Murayama PRK | Shōei Murayama PRK | Vots totals |